# Modeljernbaneanlæg
Et modeljernbaneanlæg er et diorama med spor til kørsel med modeltog. Anlæggene kan være små, der kan være på et almindeligt bord, til store der fylder hele bygninger. De laves af private og modeljernbaneklubber for deres fornøjelses skyld. Professionelle laver dem til salg, udstillingsvinduer eller som attraktion i sig selv.

## Generelt
En simpel modeljernbane kan laves ved at sætte nogle spor sammen, sætte strøm til og tog på sporene og så køre. Det er den måde, mange starter som børn. Men baner på gulvet eller spisebordet er typisk midlertidige og skal fjernes efter brug. Desuden er det umuligt at placere ting, der kan illudere byer og landskaber ud over, hvad der kan fjernes igen.
Et modeljernbaneanlæg er en fast indretning. Det kan stilles op mod en væg eller gemmes væk, når det ikke bruges, men spor, bygninger og landskab står fast på pladen. Ud over de praktiske fordele giver det mulighed for at dekorere anlægget og give indtryk af, at det er et udsnit af virkeligheden og ikke bare nogle tilfældigt anlagte spor.
Mange modeljernbaneanlæg ejes af privatpersoner, der ofte selv opbygger, vedligeholder og kører med dem i fritiden. Der findes professionelle, der laver modeljernbaneanlæg mod betaling. En mellemting er færdigproducerede plader med traceer og tunneller, hvor køberen selv skal lægge spor og i øvrigt dekorere efter eget ønske. Sådanne halv- og helprofessionelt lavede anlæg bruges i øvrigt gerne til udstillingsvinduer og jernbanestationer som på mange store tyske stationer, hvor børn og barnlige sjæle kan kaste mønter i en automat og sætte togene i gang. Også enkelte danske stationer har den slags anlæg, men de er lavet individuelt.
Andre anlæg ejes af modeljernbaneklubber, der er dannet med det formål at opbygge større anlæg, end hver enkelt har plads og råd til. Ved at gå sammen er der mulighed for at udnytte hinandens evner og erfaringer. Opbygning af modeljernbaneanlæg kræver både træarbejde, elektricitet og dekorationer. Ved at gå sammen kan man imidlertid fordele arbejdet og lære af hinanden.
De største modeljernbaneanlæg ejes og vises frem mod betaling af professionelle udstillere. De professionelle kan bruge hele haller til anlæg, hvis størrelse kan løbe op i hundreder af kvadratmeter. Omkostningerne er tilsvarende store, da de, der bygger og driver anlæggene, skal have løn for det. Til gengæld kan de udvikle sig til turistattraktioner. Mest kendt her er Miniatur Wunderland i Hamburg på 1.300 m² er verdens største og tiltrækker over en million besøgende om året. Et besøgstal, der er nødvendigt, for anlægget har koster 12 mio. € at bygge, hvortil kommer de 262 medarbejdere, der vedligeholder anlægget og passer cafeteriet.

## Udformning
Modeljernbaneanlæg laves på faste plader som en rammekonstruktion eller af moduler. Med moduler kan et anlæg bygges op, tages ned og flyttes nemt og hurtigt. Desuden kan de kombineres efter behov. Til gengæld følger de ofte standardmål, der giver begrænsninger, ligesom der skal tages hensyn til, at de skal kunne transporteres. Ved faste anlæg er alle dele fast forbundne. Det sparer arbejdet med flytninger men mindsker fleksibiliteten. Faste anlæg laves midt i et lokale eller langs væggene evt. med "tunger" ud i lokalet.
I de simpleste udgaver er der kun sporene og strømforsyning til togene, men ofte bliver der suppleret med modeller af bygninger, landskab, biler og figurer, der giver indtryk af virkeligheden om ikke nødvendigvis et bestemt sted. Modeltog og tilbehør findes i flere størrelsesforhold, og det man placerer på et anlæg gerne skal passe til hinanden. Det er dog muligt at snyde med perspektivet ved f.eks. at anbringe bygninger i mindre størrelsesforhold i baggrunden, så de ser ud som om, de er længere væk. I andre tilfælde kan det være nødvendigt at gå på kompromis, fordi visse ting er uforholdsvis store selv i model. Et klassisk eksempel er en kilometer, der i den mest populære størrelse, skala H0 (1:87) svarer til ca. 11,5 m, som de færreste har plads til. Derfor bliver udformningen af et modeljernbaneanlæg ofte det muliges kunst.
Hvad anlægget skal forestille er op til den enkelte. Den kan være fri fantasi, hvor man kombinerer tingene, som man nu har lyst til. Eller man kan genskabe et bestemt sted i en bestemt tid, hvilket dog ofte kræver kreativitet, da lokale bygninger sjældent findes i normal handel. En typisk mellemvej er dog at skabe en stemning, hvor der tages udgangspunkt i en bestemt egn, land eller tidsrum med karakteristiske ting, men hvor der ikke nødvendigvis søges gengivet et bestemt sted.

### Sporplaner
Sporene kan anlægges efter nogle grundlæggende principper, hvortil så kommer utallige variationer. Et af de grundlæggende koncepter er en ringbane, hvor sporene er danner en cirkel eller oval, hvor togene kører rundt og rundt. Det bruges ofte i startsæt og til udstillingsanlæg, hvor togene skal kunne køre rundt uden konstant opsyn. Nu er det imidlertid de færreste jernbaner, der er anlagt på den måde i virkeligheden, så mange griber i stedet derfor til de mere naturtro punkt-til-punkt-baner, hvor togene kører frem og tilbage mellem to endestationer. Endnu en mulighed er anlæg, der kun består af en station eller lignende, og hvor det primært handler om at rangere.
Så er der variationerne: En mulighed er kombinere en punkt-til-punkt-bane med en ringbane, hvor et tog på vej fra A til B kan køre gennem ringen et antal gange og få længere køretid. En anden mulighed er at anlægge stationer undervejs, hvor lokaltog stopper, mens hurtigtog kører igennem, alt mens godstog måske gør ophold for at optage og afsætte vogne. Endnu en mulighed er dobbeltspor på hele eller dele af strækningen, så der kan køre flere tog end ved enkeltspor, hvor man til gengæld kan operere med krydsninger undervejs. Nok en mulighed er at have flere baner på samme anlæg, så man kan køre med forskellige slags tog. Endnu en mulighed er vendesløjfer ved endestationerne, hvor man kan vende hele tog ved at lade dem køre rundt i stedet for at skulle rangere.
For selv de største anlæg gælder, at pladsen ikke er ubegrænset. Her er en typisk løsning at operere med spor på flere niveauer, som togene kan køre op og ned mellem. Det kan være åbent, så man kan komme til togene efter behov. Men det kan også bruges til skjulte vendesløjfer, hvor man kan vende tog, uden at det ses, eller til skjulte banegårde, hvor tog der ikke bruges kan opstilles. En skjult banegård kan også repræsentere alle de steder, som man forestiller sig, at togene kører hen eller kommer fra. Endnu en mulighed er at gøre brug af tunneller, hvor tog kan forsvinde et sted for siden at komme ud et andet.
Endelig må nævnes stationerne. For enden af en bane ligger normalt en endestation, hvor alle tog standser for siden at køre tilbage, hvor de kom fra. Undervejs er der mellemstationer, hvor lokaltog stopper, mens hurtige tog måske kører igennem. Er der flere baner, vil der desuden være forgreningsstationer, hvor sporene deler sig. Udformningen er stationerne vil i øvrigt afhænge af, hvilke og hvor mange tog de skal betjene. I den simpleste udgave er der kun et spor og en perron, men et større station kan have mange spor, perroner og stationsbygning. Dertil kan så komme maskindepot til lokomotiverne, sidespor til fabrikker og havne og måske en færgehavn med tilhørende færge.

### Omgivelserne
På et modeljernbaneanlæg er togene og sporene som regel det vigtigste, men i virkeligheden er jernbanerne en del af et større samfund. Man kan naturligvis ikke få plads til det hele, men ofte vil der blive placeret et udsnit omkring sporene. Nogle huse kan antyde en by, stykker af marker og nogle træer kan vise, at man er ude på landet, en mindre fabrik repræsenterer industri og så fremdeles. Vil man skjule spor kan det gøres med bakker, og hjørner kan bruges til sidespor til banetjenesten, kolonihaver eller hvad man nu finder langs sporene. Endnu en mulighed er et stykke spor, der ingen steder fører hen men bare skal give illusion af en anden bane. Og vil man bare hygge kan f.eks. anlægge en sø, hvor anlæggets små figurer kan muntre sig.
Et fast indslag på næsten alle anlæg er figurer, der forestiller mennesker og dyr. De giver liv og kan forestille folk, der venter på toget, går på gaden, arbejder eller fester. Her er det også muligt at være kreativ med opbygning af små scenerier. Det kan være drabelige ting som en ildebrand, som brandvæsenet er i fuld færd med at slukke, folk til fest i en kolonihave eller praktiske ting som håndværkere, der er ved at bygge et hus. Og i et hjørne ser man måske Olsen-banden på vej til dens næste kup...
Som i virkeligheden har de små figurer også veje og biler til rådighed. Ved anlæg af veje skal man tænke på, hvor de fører hen, idet man her typisk vil føre dem hen til anlægskanten, hvor de så tænkes at fortsætte ud i verden. Undervejs kan det også blive aktuelt at anlægge jernbaneoverskæringer og broer, hvor vej og bane møder hinanden. Bilerne står ofte stille, men det er muligt at få kørende biler med Faller Car System. En anden mulighed er modelsporvogne, der kan give ekstra liv til anlægget.